# Karibische Magmatische Großprovinz

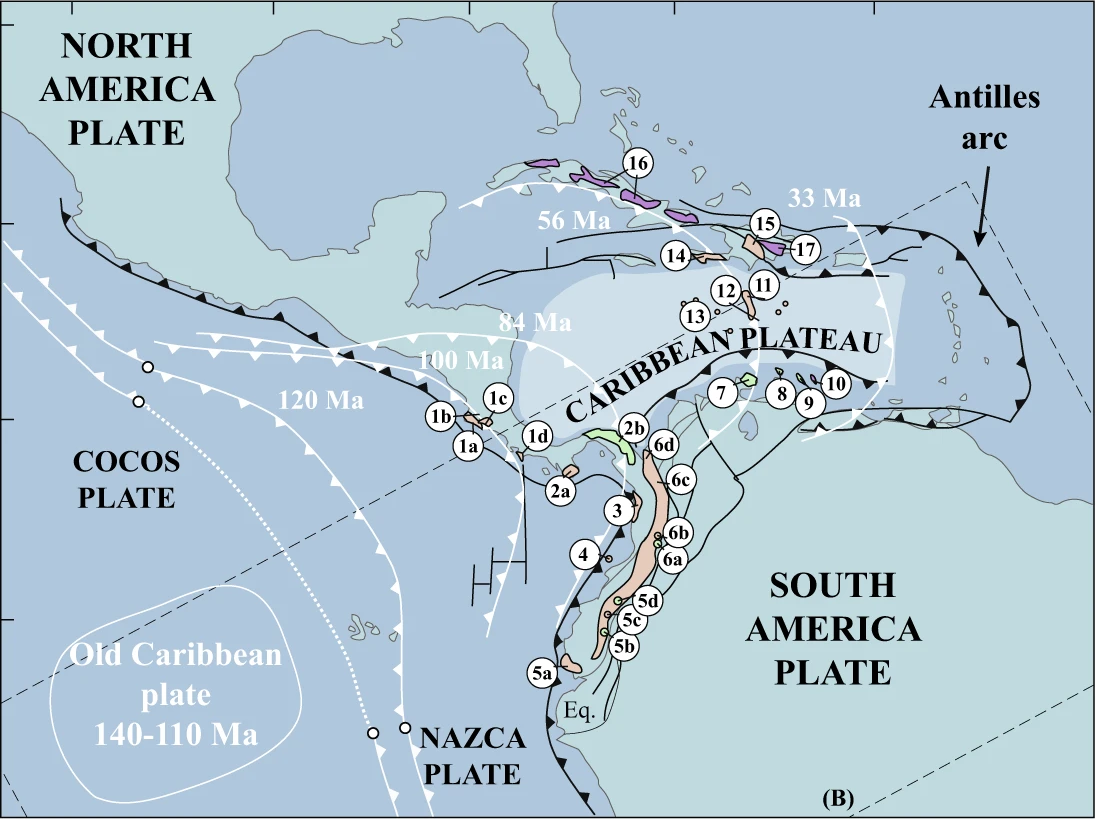
Tatsächliche und rekonstruierte Lage des karibischen Plateaus

Die Karibische Magmatische Großprovinz (engl. Caribbean large igneous province, CLIP) ist eine ozeanische Flutbasaltprovinz aus der Kreidezeit, die sich vermutlich mit dem Galápagos-Hotspot bildete. Sie ist der Ursprung des heutigen karibischen Plateaus, eine verdickte Zone ozeanischer Kruste zwischen der nordamerikanischen und südamerikanischen Platte.
Der Vulkanismus fand vor 139 bis 69 Millionen Jahren statt, wobei der Großteil der Aktivität zwischen 95 und 83 Millionen Jahren zu liegen scheint. Das Volumen des Plateaus wurde auf etwa 4 × 106 km³ geschätzt.
An einigen Stellen ist die ozeanische Kruste 2–3 Mal so mächtig wie die normale ozeanische Kruste (15–20 km gegenüber 7 km).  Sie erstreckt sich über eine Länge von 2500 km von Osten nach Westen und 1300 km von Norden nach Süden. Die Ränder der Provinz wurden angehoben und liegen über dem Meeresspiegel, einige tiefere Schichten des Plateaus sind an den Rändern an der nord- und südamerikanischen Platte durch tektonische Fenster freigelegt.